# 菊川温泉
菊川温泉（きくがわおんせん）は、山口県下関市菊川町大字下岡枝にある温泉。

## 泉質
- 炭酸水素塩泉（ナトリウム－炭酸水素塩・塩化物泉）

山口県内では珍しい泉質で、ナトリウムイオン・炭酸水素イオン・メタケイ酸を多く含んでおり、とろみのある浴感で、温泉評論家の郡司勇も「素晴らしい」と評価している。。

## 歴史
菊川温泉の泉源は、かつては旧豊東村大字上保木湯谷にあり、「上保木の湯」や湯谷温泉ともいわれていた。幕末の地誌『豊浦藩村浦旧記』には、「上保木の内、湯谷と申す小名は、往古湯これありたる由、その故に湯谷と申しならわし候由、地下人申し伝え候事」とある。大正7年（1918年）に有志により岡枝鉱泉営業合資会社が結成され、上保木湯谷から菊川町大字下岡枝船場に源泉を管送し浴場をつくり、のちに浴場を改装し昭和32年（1957年）に竣工式を挙げた。昭和48年（1973年）に会社を解散し町に寄贈し、昭和55年（1980年）に現在地で「温泉華陽」が営業を開始した。現在の源泉は、平成2年（1990年）に新たに掘削された「新菊川温泉」であり、これを利用して平成6年（1994年）に「きくがわ温泉華陽」として再出発した。

## 周辺環境
日帰り入浴施設である「きくがわ温泉華陽」と、宿泊が可能な「サングリーン菊川」の2軒の温泉施設がある。また、付近には温泉を利用したプール施設もある。同じく付近の「道の駅きくがわ」では地域の特産である菊川そうめんなどの食事・購入が可能である。

## アクセス
- JR山陽本線下関駅・小月駅からサンデン交通バス「青海島大泊」「豊田町西市」行き乗車、「菊川温泉」下車（下関駅から約1時間、小月駅から約20分）
- JR山陰本線・美祢線長門市駅、美祢線長門湯本駅からサンデン交通バス「下関駅」行き乗車、「菊川温泉」下車（長門市駅から約1時間40分、長門湯本駅から約1時間25分）。